# Pycnophylleae
Pycnophylleae es una tribu de plantas perteneciente a la familia Caryophyllaceae. Tiene un solo género: Pycnophyllum.

## Géneros
- Pycnophyllum[2]